# 昌林寺 (東京都北区)
昌林寺（しょうりんじ）は東京都北区西ケ原にある曹洞宗の寺院である。

## 歴史
創建年代は不詳である。『江戸名所図会』では、奈良時代の創建で開山を行基としている。「補陀落寿院」と称していたが、一時廃寺同然になった。室町時代の応永8年（1401年）に鎌倉公方足利持氏が再建し、大永5年（1525年）に現在の寺号補陀山に改めた。
天正18年（1590年）、豊臣秀吉による小田原征伐後の徳川家康の関東移封と江戸入国によって、多くの徳川譜代の直参旗本・御家人が移って来た時に、武蔵国豊嶋郡も江戸幕府の天領となり、武蔵国荏原郡、豊嶋郡などを知行地に持った用水奉行小泉次大夫吉次など旗本代官が支配した。
江戸時代には、徳川将軍家のお膝元として、江戸幕府の寺社奉行による監督の下、江戸六阿弥陀巡礼の木残、北豊嶋三十三ヶ所霊場19番札所、上野王子駒込三十三ヶ所観音霊場5番札所であった。明治維新後、新政府による廃仏稀釈によって寺は荒廃し、多くの貴重な宝物、過去帳なども消失したが、太平洋戦争の戦火も潜り抜けて、戦後は復興している。境内には西ヶ原貝塚がある。

## 境内
- 山門
- 本堂
- 天真閣

## 文化財
- 西ヶ原貝塚

## 交通
- 東京都交通局都電荒川線西ヶ原四丁目停留場下車 徒歩10分
- JR東日本山手線駒込駅下車 徒歩15分